# سلسلة جبال الملكة إليزابيث
سلسلة جبال الملكة إليزابيث ()، هي سلسلة جبال وعرة تُشكّل جزء من الجبال العابرة، وتقع في منطقة روس ضمن القارة القطبية الجنوبية.
وهي تُحاذي الجانب الشرقي من جليدية مارش لما يقرب من 160 كم (100 ميل)، من جليدية نمرود في الشمال إلى جليدية لو في الجنوب. جبل ماركهام (4,350 م) هو أعلى ارتفاع في السلسلة.
سُمّيت السلسة نسبةً إلى الملكة إليزابيث الثانية، راعية الحملة الاستكشافية التي أقيمت بين عامي 1955 و1958.

## الملامح الجيولوجية

### جبل بونابارت
جبل بونابارت () هو جبل يبلغ ارتفاعه 3,430 متر (11,253 قدم) ينتصب على بعد 4 أميال شمال غرب جبل لوكونت. اكتشفته البعثة البريطانية إلى القارة القطبية الجنوبية (1900-1907) بقيادة شاكلتون، وأُطلق عليه اسم الأمير رولاند بونابارت، رئيس الجمعية الجغرافية الفرنسية 1910-1924.

### المنحدرات التي يتعذر الوصول إليها
المنحدرات التي يتعذر الوصول إليها () هي عبارة عن سلسلة من الأجراف شديدة الانحدار، تتخللها العديد من الأنهار الجليدية، والتي تشكل الجرف الشمالي من السلسلة. كما يحد الجرف الجانب الجنوبي من نهر نمرود الجليدي. سُميت هذه الجروف من قِبل الفريق المُوكل بالطرف الشمالي للبعثة النيوزيلندية لاستكشاف القطب الجنوبي (NZGSAE) في (1961-1962) وذلك بسبب عدم إمكانية الوصول إليها بوجه عام.

### جبل لوكوانت
جبل لوكوانت () هو جبل بارز بارتفاع 3,620 متر (11,877 قدم)، يقع على بعد 5 كـم (3 ميل) شمال غرب جبل رابوت في سلسلة الملكة إليزابيث. سَمت البعثة البريطانية بالقارة القطبية الجنوبية (1907-1979) الجبل نسبة للملازم جورج لوكوانت، الذي كان الثاني في قيادة البعثة البلجيكية للقارة القطبية الجنوبية (1897-1999) تحت قيادة أدريان دي جيرلاش.

### جبل بردويل
جبل بردويل () هو جبل مغطى جزئياً بالثلوج، يبلغ ارتفاعه 1,710 متر (5,610 قدم)، يقع شمال نهر بافلاك الجليدي السفلي. تم مسحه من قبل هيئة المسح الجيولوجي الأمريكية (USGS) بين عامي (1960-1962). أسمته اللجنة الاستشارية للأسماء في القارة القطبية الجنوبية (US-ACAN) نسبة لمارتن سي. بريدويل، الباحث في برنامج الأرصاد الجوية التابع لبرنامج الولايات المتحدة لأمطار القطب الجنوبي (USARP) في قاعدة ماك موردو، في الأعوام 1961-1962 و 1962-1963.

### جبل رابوت
جبل رابوت () هو جبل بارتفاع 3335 م، ينتصب على بعد 5 كـم (3 ميل) جنوب شرق جبل لوكوانت. اكتشفته واسمته البعثة البريطانية للقارة القطبية الجنوبية (1907-1909) نسبة لتشارلز رابوت الذي كان رئيس تحرير جريدة تُعنى بالأمور الجغرافية في باريس، وكان عالماً في الجليد بارزًا في تلك الفترة.

### هضبة الأمير أندرو
هضبة الأمير أندرو ()، هي هضبة مغطاة بالجليد بطول حوالي 40 ميلاً بحرياً (70 كم)، و عرض 15 ميلاً بحرياً (28 كم)، تقع جنوب جبل رابوت. سُمّيت من قبل بعثة المسح الجيولوجي النيوزيلندية في القارة القطبية الجنوبية (NZGSAE) بين عامي (1961-1962) نسبة للأمير أندرو، دوق يورك، ابن إليزابيث الثانية ملكة المملكة المتحدة.

### قمة شيروين
قمة شيروين ()، هي قمة جبل يبلغ ارتفاعها 2,290 م (7,513 قدم)، وتعلو الجانب الشرقي من مثلجة أوتاغو على بعد 8 كـم (5 ميل) جنوب شرق جبل تشيفرز، في الجزء الشمالي من السلسلة. تم مسحها من قبل هيئة المسح الجيولوجي الأمريكية (USGS) من استطلاعات الكشف بالأمواج وصور جوية تابعة للبحرية الأمريكية، وذلك بين عامي 1960-1962. سُمّيت القمة من قِبل اللجنة الاستشارية للأسماء في القارة القطبية الجنوبية (US-ACAN) نسبة إلى جيمس إس شيروين، عالم الغلاف الأيوني في قاعدة أمريكا الصغرى 5 عام 1958.